# Nicolas de Verdun
Pour les articles homonymes, voir Nicolas de Verdun (homonymie).
Nicolas de Verdun (° vers 1130 à Verdun, † vers 1205, aux environs de Tournai) est un orfèvre actif entre 1181 et 1205, qui a travaillé près de Vienne, à Cologne et à Tournai. Avec lui s’effectue la transition de l’âge roman au style gothique, grâce à l’ambon qu’il a émaillé vers 1181 pour l’abbaye de Klosterneuburg et surtout grâce à la châsse de Notre-Dame de Tournai, dont les figurines sont traitées avec un accent qui annonce les conquêtes de la grande statuaire du XVe siècle. Il participe au courant de l'Art mosan.
En 1181, il exécute la commande de Werner, prieur de l’abbaye de Klosterneuburg en Autriche, tout près de Vienne. Il crée un ambon émaillé, sous forme de triptyque, représentant 51 scènes bibliques (dit autel de Verdun).
En 1184, il œuvre à Cologne et réalise la châsse des rois mages de la cathédrale. En 1205, il s’emploie à la réussite de la châsse de Notre-Dame de Tournai, un coffret sur lequel on découvre quatorze épisodes de la vie de Marie et du Christ.
Sa vie personnelle est peu connue, on lui prête un fils : Colars, maître-verrier à Tournai. 

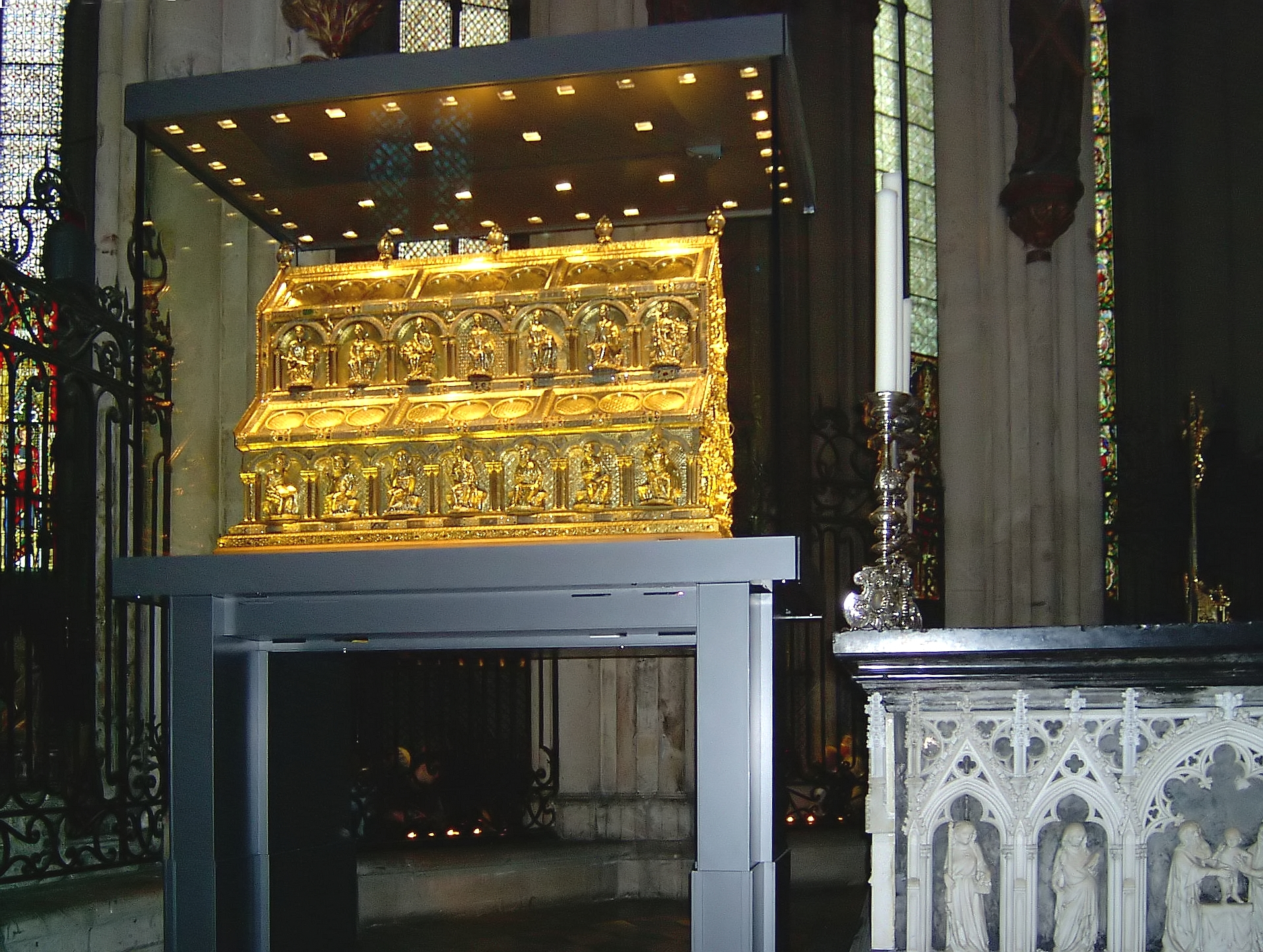
Châsse des rois mages à Cologne.
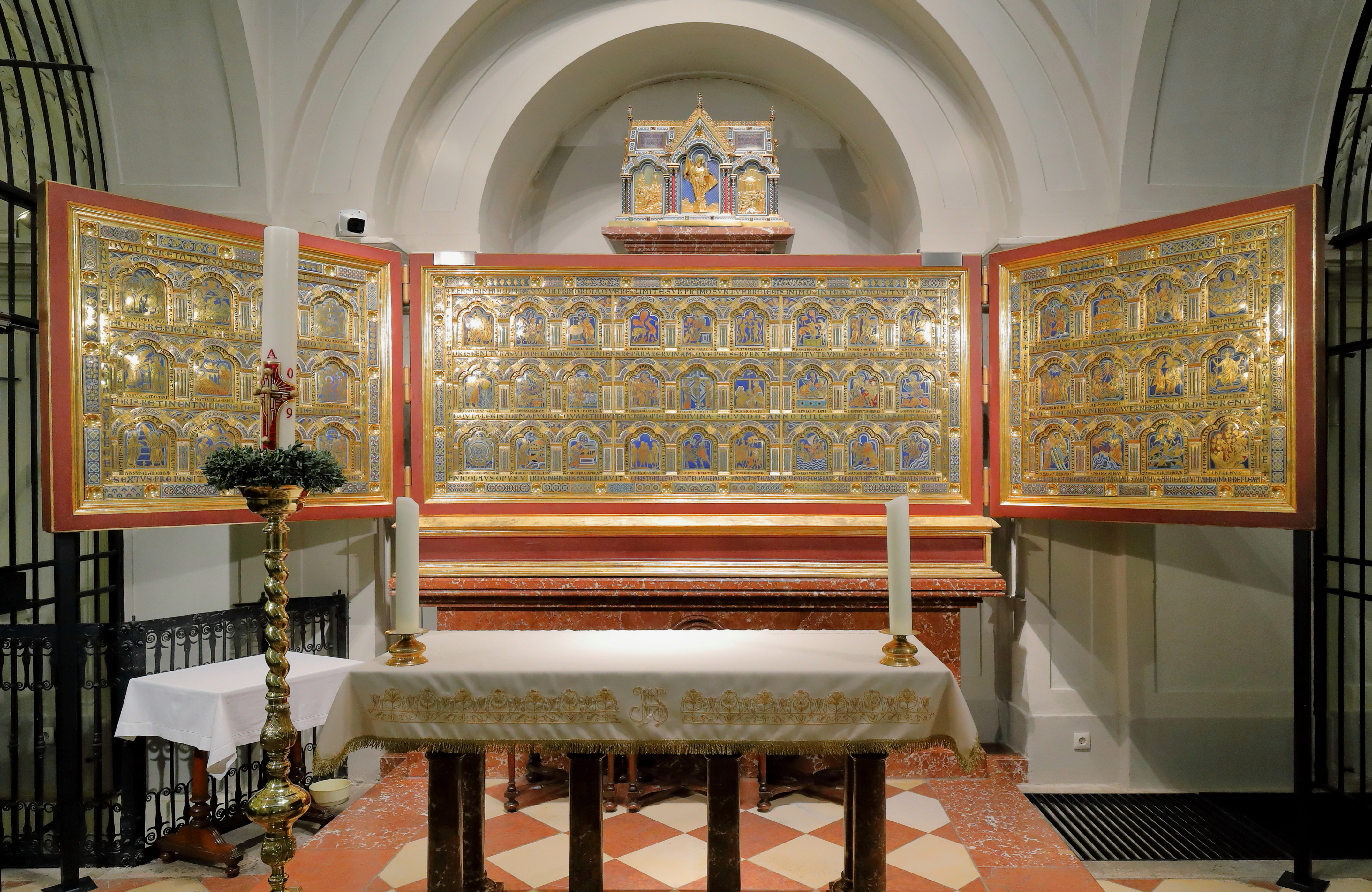
L'autel de Nicolas de Verdun à l'abbaye de Klosterneuburg.